# Empoasca livara
Empoasca livara är en insektsart som beskrevs av Irena Dworakowska och Sohi 1978. Empoasca livara ingår i släktet Empoasca och familjen dvärgstritar. Inga underarter finns listade i Catalogue of Life.